# Кристоф фон Брауншвайг-Харбург
Кристоф фон Брауншвайг-Люнебург-Харбург (на немски: Christoph von Braunschweig-Lüneburg-Harburg; * 21 август 1570, Харбург; † 7 юли 1606, Харбург) от род Велфи (Среден Дом Брауншвайг-Люнебург), е владетел на господството Брауншвайг-Харбург (в Хамбург) от 1603 до 1606 г.

## Живот
Той е син на херцог Ото II Млади фон Брауншвайг-Харбург (1528 – 1603) и втората му съпруга графиня Хедвига от Източна Фризия (1535 – 1616), дъщеря на граф Ено II от Източна Фризия и графиня Анна фон Олденбург.
След смъртта на баща му Кристоф поема управлението на Харбург заедно с братята си Вилхелм Август и Ото III (от 1606).
На 28 октомври 1604 г. Кристоф се жени в замъка Харбург за принцеса Елизабет фон Брауншвайг-Волфенбютел (23 февруари 1567 – 24 октомври 1618), вдовица на граф Адолф XIII от Холщайн-Шауенбург († 1601), дъщеря на херцог Юлий фон Брауншвайг-Волфенбютел и Хедвиг фон Хоенцолерн. Бракът е бездетен.
Кристоф умира 35-годишен, на 7 юли 1606 г. след падане в замъка Харбург и е погребан в Харбург (днес в Хамбург).
- Замъкът Харбург (1620)
- Град Харбург и замъкът му (1654)